# Paulinho Rezende
Paulo Roberto dos Santos Rezende (Rio de Janeiro,  25 de novembro de 1949) é um compositor brasileiro.

## Músicas
- A morte de um poeta (com Totonho)
- A noite é grande (com Totonho)
- Antes só do que mal acompanhado (com Totonho)
- Aperte o play (com Paulo Debétio)
- Bailarina (com Paulo Debétio)
- Batuque de semba (com Alex e Romildo)
- Bloco do apreço (com Totonho)
- Canto do mar (com Totonho)
- Chave do perdão (com Everaldo Cruz)
- Cheiro moreno (com Paulo Debétio)
- Correntes de barbante (com Totonho)
- Cruz credo mangalô três vezes (com Cabral e Totonho)
- Deixa o carnaval passar (com Totonho)
- Dia a dia (com Totonho)
- Estrela veja (com Paulo Debétio)
- Idas e voltas (com Paulo Debétio)
- Lá vem você (com Zayrinha e Totonho)
- Laranjas e dedos (com Alex e Totonho)
- Mas que marejou (com Totonho e Mestre Alfredo)
- Menino sem juízo (com Chico Roque)
- Metades (com Paulo Debétio)
- Minha gente canta assim (com Totonho)
- Não me fale de flores (com Chico Roque)
- No quilombo da nega cafuza (com Totonho)
- Nuvem de Lágrimas (com Paulo Debétio)
- O surdo (com Totonho)
- Pelo amor de Deus (com Paulo Debétio)
- Pode ser que amanhã amanheça chovendo (com Totonho)
- Que ingratidão (com Totonho)
- Recusa (com Paulo Debétio)
- Retalhos (com Paulo Debétio)
- Sejas mar ou beija-flor (com Totonho)
- Seu balancê (com Toninho Geraes)
- Seu rio, meu mar (com Totonho)
- Solo de pistom (com Totonho)
- Tempestade de amor (com Totonho e Mestre Alfredo)
- Um samba sem dó (com Romildo)